# قلعة تبه السفلى
قرية قلعة تبه السفلى (بالكردية: قەڵاتەپەی خواروو)‏ هي إحدى قرى ناحية قورة تو في قضاء خانقين ضمن الحدود الإدارية لمحافظة السليمانية لأنها ضمن مناطق إدارة كرميان في إقليم كردستان العراق.